# 北条氏恭
北条 氏恭（ほうじょう うじゆき）は、河内狭山藩の第12代（最後）の藩主、華族。

## 生涯
弘化2年（1845年）8月、下野佐野藩主・堀田正衡の七男として生まれる。万延元年（1860年）9月、狭山藩の第11代藩主・北条氏燕の養子となる。文久元年（1861年）10月21日、養父の隠居により家督を継ぐ。同年12月、従五位下・相模守に叙任する。元治元年（1864年）5月、従五位上に昇進する。
幕末の動乱の中では、京都近郊に所領を持っていた関係上から幕命に従い、和泉高石海岸に砲台を設置して海防を強化し、文久3年（1863年）の天誅組討伐、元治元年（1864年）の大坂城警備、慶応2年（1866年）の畿内における幕府領での百姓一揆鎮圧などに参加している。しかし、慶応3年（1867年）に大政奉還が行なわれると新政府に恭順し、慶応4年（1868年）の戊辰戦争では新政府に与した。このような連年の活動による軍事費は小藩の狭山藩の藩財政を大きく苦しめた。
明治2年（1869年）6月、版籍奉還により狭山藩知事に任じられる。しかし同年12月27日、財政難を背景に藩知事を辞任、狭山藩は廃藩となり、堺県に編入された。明治3年（1870年）11月10日、明治天皇の次侍従に任じられた。明治4年（1871年）7月28日、侍従に任じられ、明治天皇の崩御後、1912年12月1日に辞任した。明治17年（1884年）7月8日、華族令により子爵に叙された。
大正8年（1919年）10月16日に死去、享年75。

## 栄典
- 1884年（明治17年）7月8日 - 子爵[2]
- 1888年（明治21年）12月26日 - 勲五等瑞宝章[3]
- 1889年（明治22年）11月29日 - 大日本帝国憲法発布記念章[4]
- 1895年（明治28年）
  - 6月21日 - 勲四等瑞宝章[5]
  - 10月31日 - 勲三等瑞宝章[6]
- 1906年（明治39年）4月1日 - 明治三十七八年従軍記章[7]
- 1911年（明治44年）12月26日 - 勲二等瑞宝章[8]
- 1915年（大正4年）12月1日 - 勲一等瑞宝章[9]

外国勲章佩用允許
- 1905年（明治38年）6月16日 - 大清帝国二等第二双竜宝星[10]

## 家族
- 父：堀田正衡（1795 - 1854）- 下野佐野藩2代藩主。
- 母：福永氏
- 養父：北条氏燕（1830 - 1891）- 河内狭山藩11代藩主。
- 正室：不明
- 生母不明の子女
  - 長女：彜子（1871 - 1954）- 織田信親の養女。北条兼三郎の妻。
  - 次女：智子（1874 - 1949）- 伊達宗徳侯爵の三男・紀隆の妻。子に宗彰。
  - 長男：謙吉（1877 - 1925）- 陸軍歩兵中佐。氏恭の死後、爵位を継ぐ。妻は松木宗有の娘・達子。
  - 次男：堀田正路（1879 - 1973）- 海軍中佐。
  - 三女：克子（1882 - 1964）- 別名・尭。渡辺直達の妻。
  - 四女：慧子（1883 - ?）- 大村鋿太郎の妻。
  - 三男：釐三郎（1886 - 1989）- 海軍大佐。妻は医師・高階虎治郎の娘・小枝子。子に浩、尚。
  - 五女：穎子（1890 - 1954）- 徳大寺実則公爵の子・彬麿の妻。
  - 四男：雋八（1891 - 1974）- 貴族院議員。兄・謙吉の養子となり、北条家を継ぐ。